# Ray Meyer
Raymond Joseph Meyer, detto Ray (Chicago, 18 dicembre 1913 – Wheeling, 17 marzo 2006), è stato un allenatore di pallacanestro statunitense, membro del Naismith Memorial Basketball Hall of Fame dal 1979.
Era il padre di Joey Meyer.

## Palmarès
- Campione NIT (1945)
- 2 Henry Iba Award (1978, 1980)